# Banjarmasin
Banjarmasin ou Bandjermasin est une ville d'Indonésie située dans le sud de l'île de Bornéo. C'était la capitale de la province de Kalimantan du Sud jusqu'au 17 février 2022. Elle a le statut de kota (municipalité).
La ville est le siège du Diocèse de Banjarmasin

## Histoire
La région de Banjarmasin a été le siège des royaumes successifs de Dipa et Daha (qu'il ne faut pas confondre avec le Daha de Java oriental, autre nom du royaume de Kediri), puis du sultanat de Banjar.
La Hikayat Banjar (« histoire des Banjar »), encore appelée « Histoire de Lambung Mangkurat », est une chronique en malais, dont la dernière partie a été écrite en 1663. La première partie est plus ancienne. Cette chronique raconte l'histoire des rois de Banjar dans le sud-est de Bornéo et de Kota Waringin dans le sud de l'île, et retrace l'origine du peuplement du sud-est de Bornéo par les Malais.
Banjarmasin figure parmi les « contrées tributaires » du royaume de Majapahit dans l'est de Java que cite le Nagarakertagama, un poème épique écrit en 1365 à l'époque du roi Hayam Wuruk (règne 1350-89). On a en tout cas retrouvé des vestiges de l'époque Majapahit dans la province.
L'islamisation de Banjarmasin est favorisée par l'essor du royaume musulman de Demak sur la côte nord de Java au début du XVIe siècle. La VOC (Vereenigde Oostindische Compagnie ou « Compagnie hollandaise des Indes orientales ») y ouvre un comptoir en 1606. Dans les années 1620, le Sultan Agung de Mataram à Java veut attaquer Banjarmasin et demande le soutien naval de la VOC, qui le lui refuse. Banjarmasin deviendra finalement vassal de Mataram mais s'en affranchira en 1659.
En 1733, une flotte de pirates bugis attaque sans succès Banjarmasin. Le déclin de la VOC à la fin du XVIIIe siècle permet une renaissance des réseaux commerciaux asiatiques, musulmans et chinois, favorisant le développement de Banjarmasin.
En 1800, le gouvernement hollandais reprend les actifs de la VOC, déclarée en faillite. À partir de 1815, les Hollandais combattent les « pirates malais » qui pillent notamment les côtes de Java. Ces campagnes servent de prétexte à attaquer les sultanats malais, dont Banjarmasin. Entre 1817 et 1821 le sultan doit céder des territoires aux Hollandais, qui commencent à y exploiter des mines de charbon en 1846. En 1859 le prince Antasari et deux dirigeants paysans attaquent une mine hollandaise. La rébellion est réprimée mais les Hollandais saisissent ce prétexte pour déposer le sultan et prendre le contrôle direct du territoire.

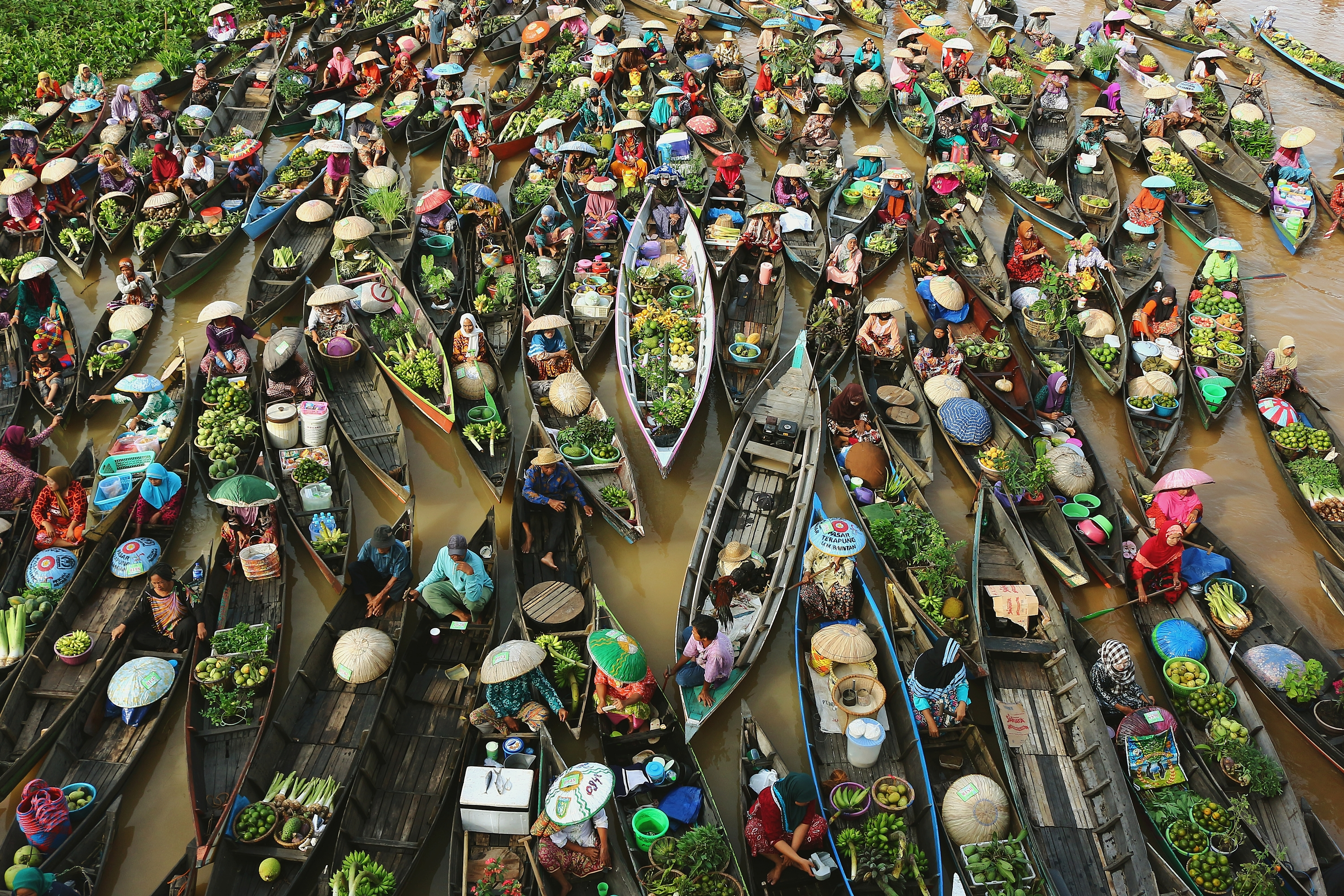
Le marché flottant (pasar terapung) à Banjarmasin, sur des bateaux jukungs. Novembre 2016.

## Transport
Avec près de 3,7 millions de passagers en 2012, l'aéroport Syamsudin Noor (code AITA : BDJ) est le neuvième  d'Indonésie.

## Galerie

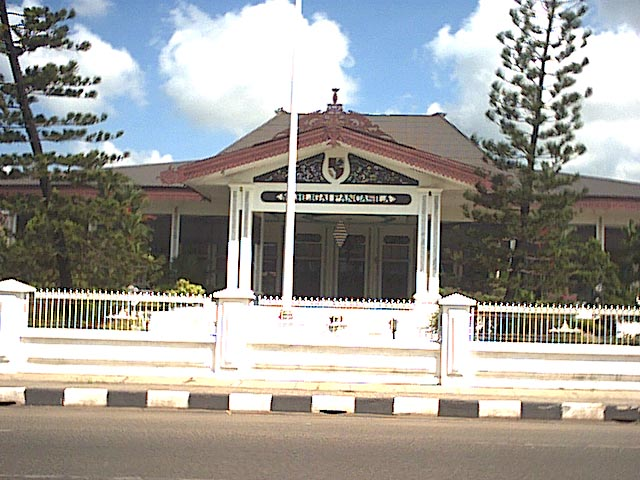
La résidence du gouverneur.
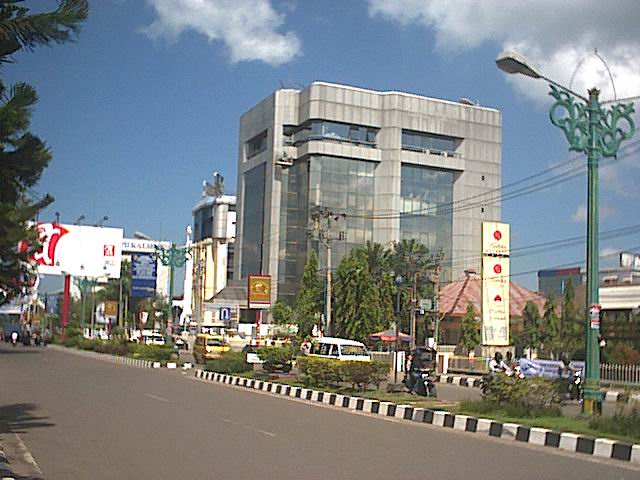
L'avenue Lambung Mangkurat.
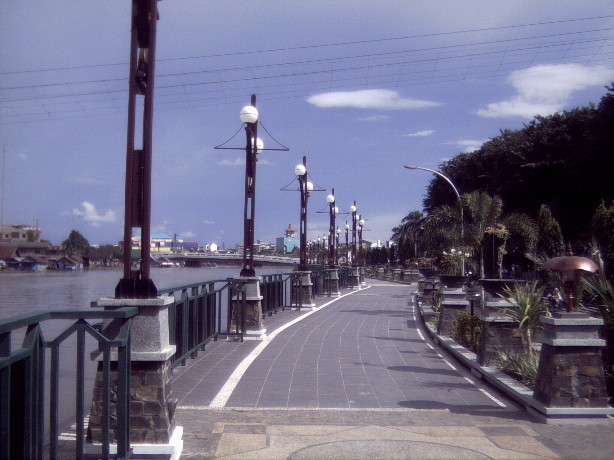
Le bord de la rivière Martapura.
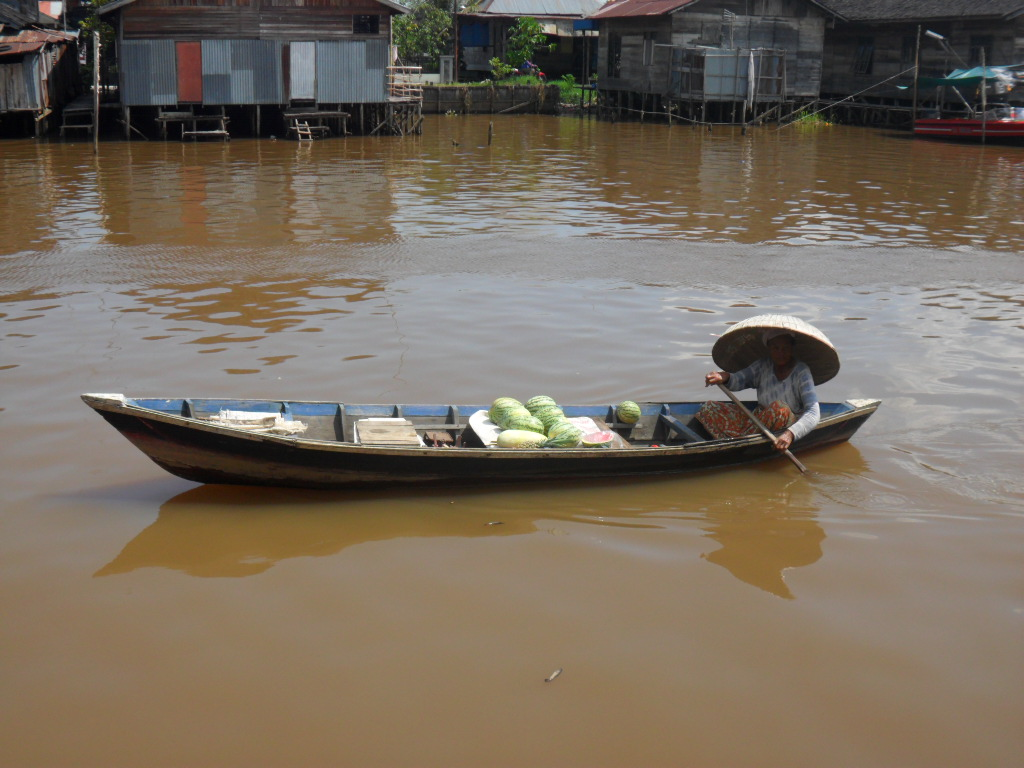
Une vendeuse ambulante padukuhan dans son bateau.
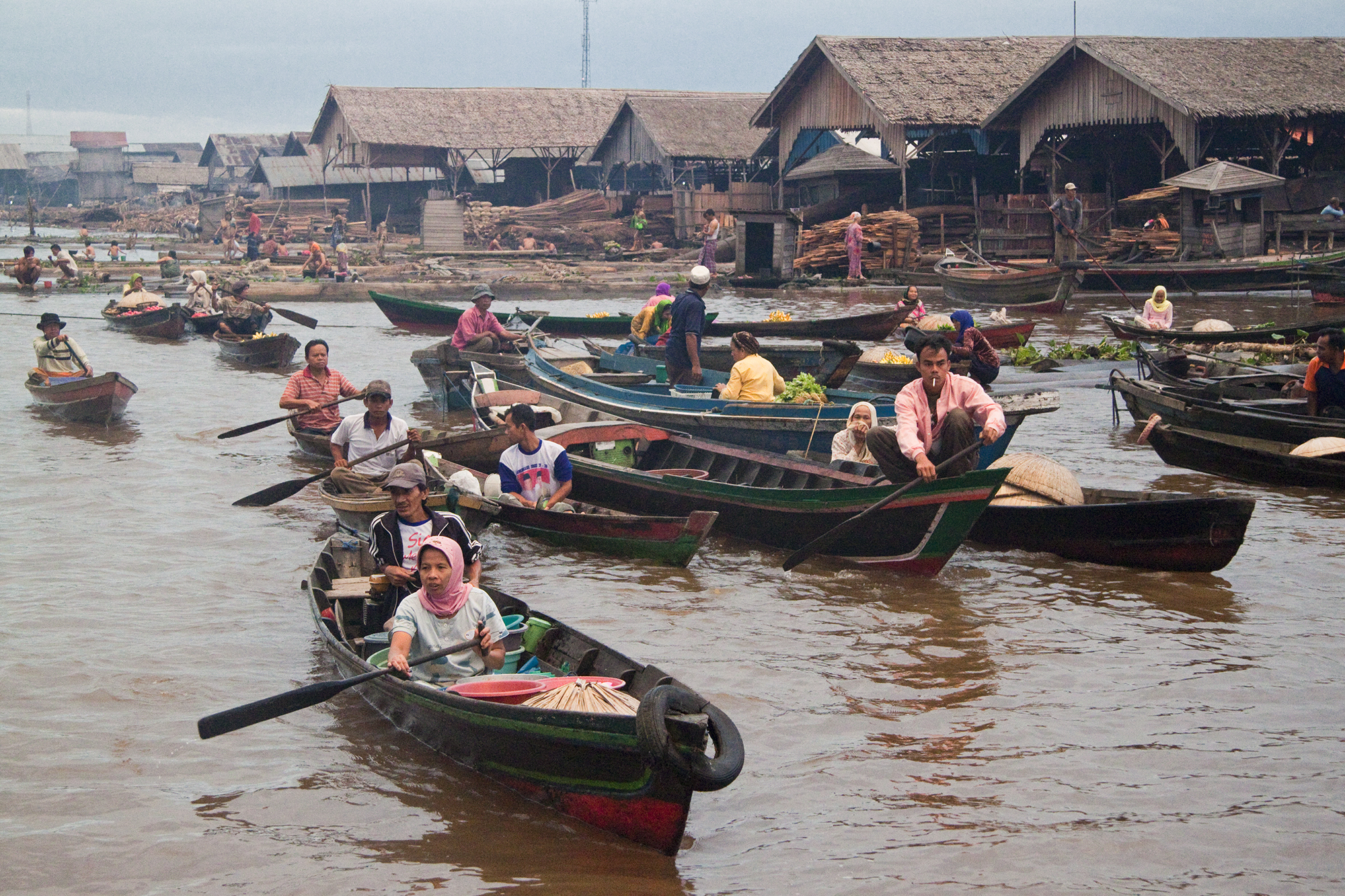
Le marché flottant de Muara Kuin.
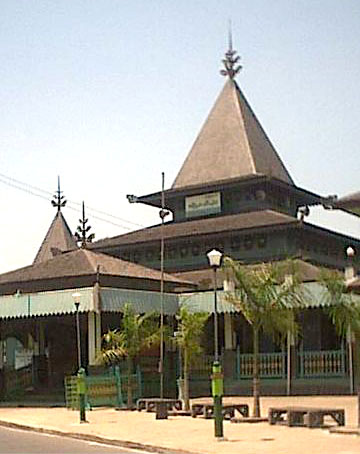
La mosquée Suriansyah, exemple d'architecture banjar.
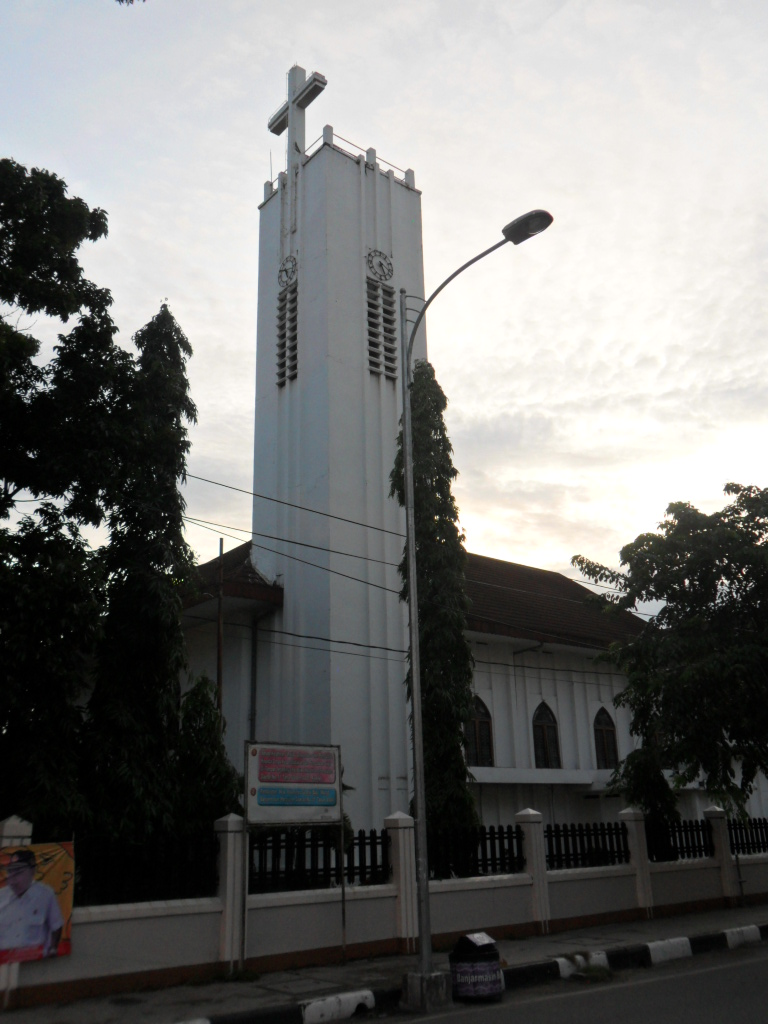
Cathédrale de la Sainte-Famille de Banjarmasin.
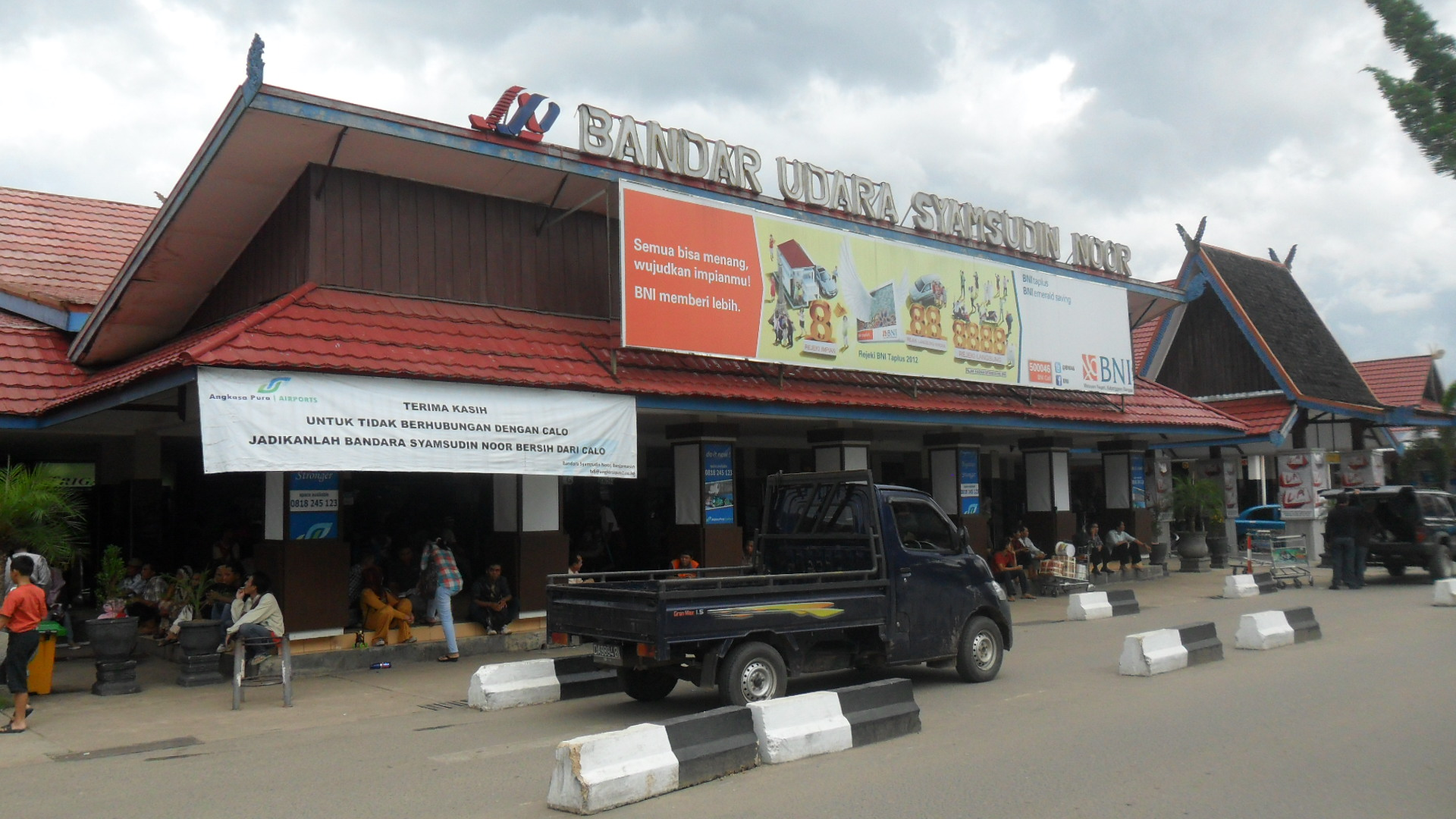
L'aéroport Syamsudin Noor.
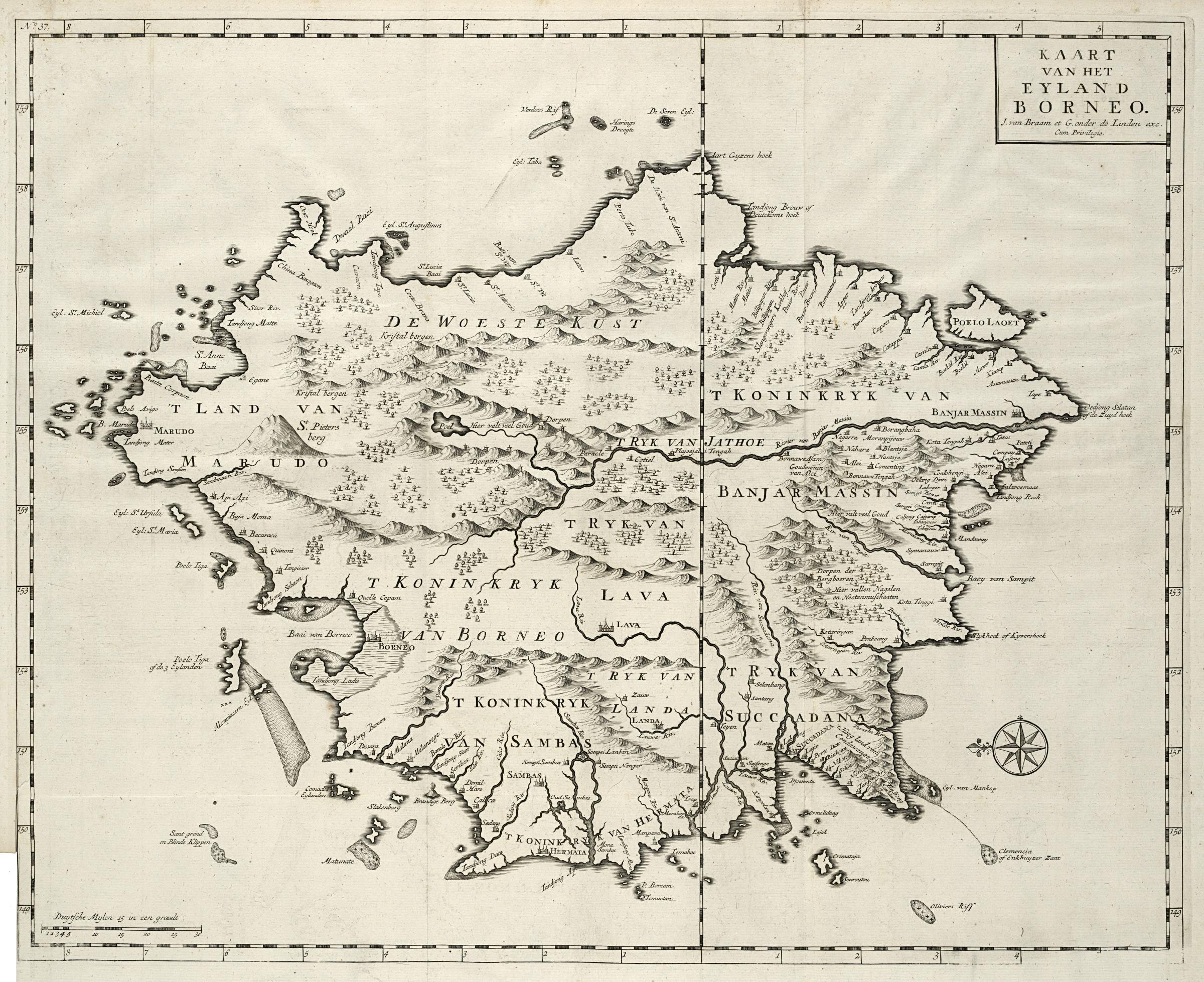
Carte néerlandaise de 1724 montrant notamment les royaumes de Sambas, Sukadana et Banjarmasin.
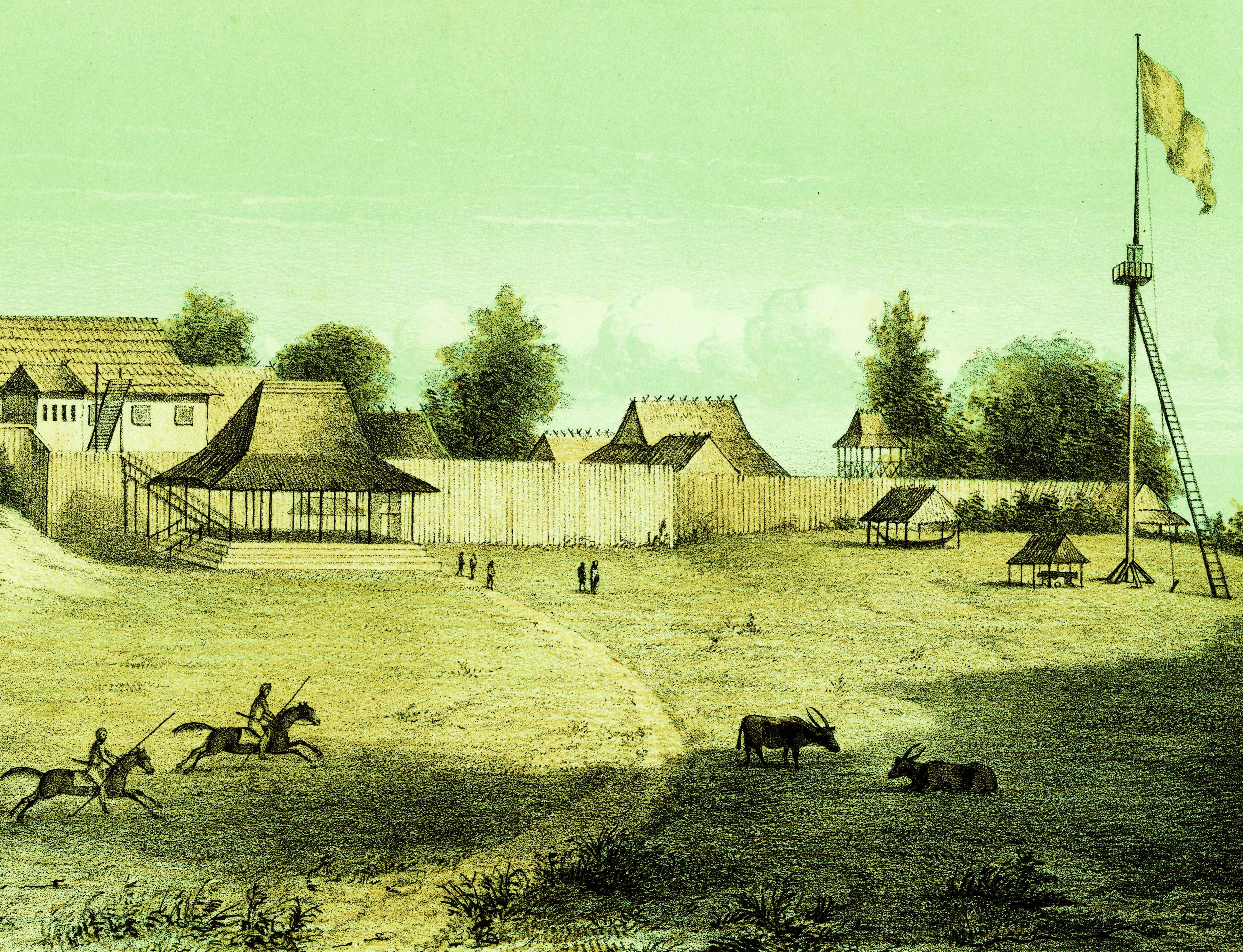
Gravure de 1859 montrant le palais du sultan.
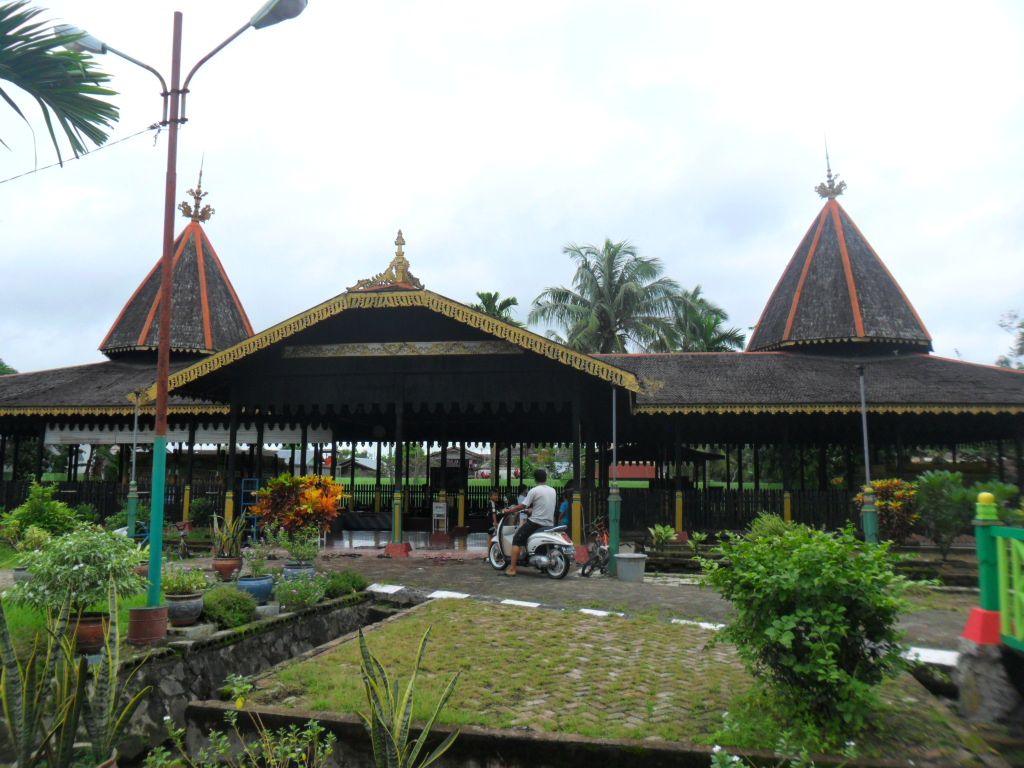
Le cimetière où est enterré le sultan Suriansyah.